# Tom Gehrels
Anton M.J. "Tom" Gehrels (Haarlemmermeer, 1925. február 21. – Tucson, 2011. július 11.) holland-amerikai csillagász. A csillagászat és a bolygókutatás professzora az Arizonai Egyetemen, Tucsonban.

## Életrajz

### Fiatal évei és tanulmányai
A második világháború alatt tinédzserként a holland ellenállásban tevékenykedett. Angliába menekülése után visszaküldték ejtőernyővel mint különleges műveleti szervezőt, hogy szabotázsokat szervezzen a német csapatok ellen.
A háború után jelentkezett a Leideni Egyetemre, ahol fizikából és csillagászatból diplomázott 1951-ben. Tanulmányait a Chicagói Egyetemen folytatta, ahol 1956-ban doktori címet szerzett csillagászatból és asztrofizikából. 1960-ban átköltözött Gerald Kuiperrel együtt az Arizonai Egyetemre, ahol 50 évig maradt.

### Csillagász munkássága
Gehrelsnek úttörő munkája volt az első aszteroida-rendszerek fotometriájában az 1950-es években, a csillagok és a bolygók polarizációjának hullámhossz-függőségének vizsgálatában az 1960-as években. Mindkét munka hosszabb sorozatot eredményezett az Astronomical Journal csillagászati folyóiratban.
Közösen fedeztek fel (a férj és feleség) Cornelis Johannes van Houten és Ingrid van Houten-Groeneveld teammel közösen több mint 4000 aszteroidát, köztük az Apollo aszteroidákat, az Amor aszteroidákat, valamint több tucat trójai kisbolygót. Mindezt a Palomar Obszervatórium 122 cm-es távcsövével készített felvételekkel, melyeket a van Houten házaspárnak továbbított a Leideni Csillagvizsgálóba, akik új kisbolygókat kerestek rajtuk. A trió több ezer felfedezést tett és Gehrels maga is felfedezett számos üstököst.
Ő volt a kutatásvezető a Pioneer–10 és Pioneer–11 képalkotó fotopolariméterének kísérletében a Jupiter és a Szaturnusz első közelrepülésénél az 1970-es években.
Gehrels indította útjára a Space Science tankönyvsorozatot, melynek első 30 kötetét magas szinten szerkesztette és határozta meg stílusát az Arizonai Egyetemen. Ő kezdeményezte a Spacewatch programot 1980-ban, melyben aszteroidák és üstökösök (beleértve a Föld-közeli kisbolygók) elektromos statisztikai felméréseinek vezető kutatója volt. Bob McMillan volt a társ-kutatója és menedzsere, és lett vezető kutató 1997-ben.
Gehrels tanított egy egyetemi kurzus nem tudományos őszi szakán Tucsonban, a tavaszi szakokon pedig rövid előadásokat tartott nemzetközi posztgraduális csoportoknak az indiai Ahmadábád fizikai kutató laboratóriumában.
| 64P/Swift-Gehrels*               |
| 78P/Gehrels 2                    |
| 82P/Gehrels 3                    |
| 90P/Gehrels 1                    |
| * Swift (1889.), újra felfedezve |

A legutóbbi kutatási területe az egyetemes evolúció volt, melyet vezérfonalként szőtt keresztül ezeken a kurzusokon. Ő volt a 2007-es Masursky-díj megnevezett győztese a csillagász tudományban végzett kiemelkedő munkájáért.
Gehrelset megkérték a Nature Journaltól, hogy írja meg kritikáját a Wernher von Braunról szóló könyvről, amelyben a Mittelbau-Dora koncentrációs táborban fogvatartottakat idéz. Ő ezért azzal vádolta von Braunt, hogy nagyobb felelősség terheli, mint azt a hivatalos életrajza mutatja. A könyv vége felé egy értékelés olvasható a következő szöveggel: Von Braun nem igényel hamis védelmet, mert egy nagy ember volt a saját tudományos területén... Amire szükség volna, kifinomultabb történelmi megvilágítás....
Tom Gehrelsnek három gyereke született: Neil Gehrels, George Gehrels és Jo-Ann Gehrels. Az arizonai Tucsonban halt meg.

## Munkássága könyvekben
- Physical Studies of Minor Planets, szerkesztette Tom Gehrels (1971), NASA SP-267
- Planets Stars and Nebulae Studied With Photopolarimetry, szerkesztette Tom Gehrels (1974) Tucson: University of Arizona Press ISBN 0-8165-0428-8
- Jupiter: Studies of the Interior, Atmosphere, Magnetosphere, and Satellites, szerkesztette Tom Gehrels és Mildred Shapley Matthews (1976) Tucson: University of Arizona Press ISBN 0-8165-0530-6
- Protostars & Planets: Studies of Star Formation and of the Origin of the Solar System, szerkesztette Tom Gehrels és Mildred Shapley Matthews (1978) Tucson: University of Arizona Press ISBN 0-8165-0674-4

| 1979 Sakharov  |
| 2247 Hiroshima |
| 4065 Meinel    |
| 11184 Postma   |

- Asteroids, szerkesztette Tom Gehrels és Mildred Shapley Matthews (1979), ISBN 0-8165-0695-7
- Saturn, szerkesztette Tom Gehrels és Mildred Shapley Matthews (1984) Tucson: University of Arizona Press ISBN 0-8165-0829-1
- Asteroids II, szerkesztette Richard P. Binzel, Tom Gehrels, és Mildred Shapely Matthews (1989)Tucson: University of Arizona Press ISBN 0-8165-1123-3
- Hazards Due to Comets and Asteroids, szerkesztette Tom Gehrels, Mildred Shapley Matthews, és A. M. Schumann (1994) Tucson: University of Arizona Press ISBN 0-8165-1505-0
- On the Glassy Sea, in Search of a Worldview, Tom Gehrels (2007, eredeti kiadás 1988-ban), ISBN 1-4196-8247-4
- Survival Through Evolution: From Multiverse to Modern Society, Tom Gehrels (2007), ISBN 1-4196-7055-7